# Горам, Натаниэль
Натаниэль Горам[уточнить] (англ. Nathanial Gorham; 27 мая 1738, Чарльзтаун, Массачусетс — 11 июня 1796, Чарльзтаун, Массачусетс) — 8-й Президент Континентального конгресса в соответствии со Статьями Конфедерации. На этой должности он находился с июня по ноябрь 1786 года. Сыграл важную роль в Филадельфийском конвенте, где часто выступал и работал в многочисленных комиссиях.
Натаниэль Горам родился 27 мая 1738 в Массачусетсе. Формального образования не получил, в 15 лет стал учеником торговца.
Принимал участие в общественных делах в начале Американской революции, был членом Верховного суда штата Массачусетс с 1771 по 1775 гг. Делегатом провинциального конгресса в 1774—1775 гг. и членом Военного совета с 1778 года до его роспуска в 1781 году.
В 1779 году работал в Конституционном конвенте штата; был делегатом Континентального конгресса с 1782 по 1783 год и с 1785 по 1787 год. Также Горам занимал должность судьи округа Миддлсекс в Массачусетском суде общегражданской дел, в течение одного срока. Предположительно, в 1786 году вёл переговоры с Пруссией об установлении в США монархии во главе с прусским принцем (т. н. «Прусская схема»).
В течение нескольких месяцев в 1787 г. Горам был одним из делегатов от штата Массачусетс в Конституционном конвенте США. Неоднократно занимал должность председателя конвенционного Комитета полного состава, то есть он (больше, чем Президент Конвента Джордж Вашингтон) председательствовал на сессиях конвента, в течение первого обсуждения делегатами структуры нового правительства в мае-июне 1787 года. Один из немногих делегатов, не получивших ни одной должности в новом правительстве.
После Конвента Горам способствовал ратификации Конституции штата Массачусетс.
Горам умер в Чарльзтауне, Массачусетс, 11 июня 1796 года.